# Yvonne Cernota
Yvonne Cernota (19 settembre 1979 – 12 marzo 2004) è stata una bobbista tedesca.
È deceduta all'età di 24 anni sulla pista di Königssee, venendo sbalzata fuori dal tracciato mentre pilotava la slitta durante una sessione di prove che stava tenendo con il suo allenatore Stefan Grandi, a sua volta finito fuori dal bob e rimasto gravemente ferito nell'incidente.

## Palmarès

### Mondiali
- 1 medaglia:
  - 1 bronzo (bob a due a Winterberg 2003).